# Marie Hohenzollernská
Marie Hohenzollernská (Marie Luise Alexandrine Karoline, 17. listopadu 1845 – 26. listopadu 1912) byla princezna Hohenzollern-Sigmaringen, později pouze Hohenzollernská, a matka krále Alberta I. Belgického.

## Rodina
Marie Luisa se narodila jako dcera prince Karla Antonína Hohenzollernského, pruského premiéra, a princezny Josefíny Bádenské. Marie byla tedy sestrou Karla I. Rumunského a tetou jeho nástupce, Ferdinanda I. Rumunského.

## Manželství
Marie byla považována za potenciální manželku budoucího krále Eduarda VII. Ačkoli jeho rodina jí pokládala za "docela milou", kvůli svému katolickému vyznání nemohla být vhodnou chotí pro britského následníka. 25. dubna 1867 se Marie v Berlíně provdala za Filipa Belgického, druhého syna Leopolda I. Belgického a Luisy Marie Francouzské.
Měli spolu pět dětí:
- 1. Baudouin (3. 6. 1869 Brusel – 23. 1. 1891 tamtéž), podlehl chřipce během epidemie 1889–1892, svobodný a bezdětný
- 2. Henrietta (30. 11. 1870 Brusel – 28. 3. 1948 Sierre)
  - ⚭ 1896 Emanuel z Vendôme (18. 1. 1872 Merano – 1. 2. 1931 Cannes), vévoda z Vendôme
- 3. Josefína Marie (30. 11. 1870 Brusel – 18. 1. 1871)
- 4. Josefína Karolína (18. 10. 1872 Brusel – 6. 1. 1958 Namur) ⚭ 1894 Karel Anton Hohenzollern (1. září 1868 – 21. února 1919)
  - ⚭ 1894 Karel Anton Hohenzollern (1. 9. 1868 Sigmaringen – 21. 2. 1919 Andernach)
- 5. Albert I. (8. 4. 1875 Brusel – 17. 2. 1934 Marche-les-Dames) belgický král od roku 1909 až do své smrti, zahynul tragicky při horolezectví
  - ⚭ 1900 Alžběta Gabriela Bavorská (25. 7. 1876 Possenhofen – 23. 11. 1965 Brusel)

Princezna Marie byla vynikající umělkyní, i když své obrazy vystavovala jen příležitostně na bruselském veletrhu. Měla literární salon, který byl místem setkávání mnoha autorů, stejně jako rysem bruselského společenského života, a to po dobu čtyřiceti let. Také prokázala, že má smysl pro hudbu, poté, co to při příležitosti udělení zlaté medaile Zoellnerovu kvartetu, předvedla královské rodině.

## Smrt
Marie Luisa zemřela v Belgii v roce 1912 ve věku 67 let, několik dní poté, co onemocněla zápalem plic. Byla pohřbena v kostele Panny Marie v Laekenu.

## Tituly, oslovení a vyznamenání

### Tituly a oslovení
- 17. listopadu 1845 – 25. dubna 1867 Její Jasnost princezna Marie Hohenzollern-Sigmaringen
- 25. dubna 1867 – 17. listopadu 1905 Její královská Výsost princezna Marie, hraběnka flanderská, princezna belgická, princezna sasko-kobursko-gothajská, princezna Hohenzollern-Sigmaringen, vévodkyně saská
- 17. listopadu 1905 – 26. listopadu 1912 Její královská Výsost princezna Marie, hraběnka vdova flanderská, princezna vdova belgická, princezna vdova sasko-kobursko-gothajská, princezna Hohenzollern-Sigmaringen, vévodkyně vdova saská

### Vyznamenání
- Řád Luisin
- Španělsko: 823. dáma řádu královny Marie Luisy

## Vývod z předků
|                             |                                              |  |                         |                                          |  |  |  |  |  |  |  | Karel Bedřich I. Hohenzollernsko-Sigmaringenský |
|                             |                                              |  |                         |                                          |  |  |  |  |  |  |  |                                                 |
|                             | Antonín Alois Hohenzollernsko-Sigmaringenský |  |                         |                                          |  |  |  |  |  |  |  |                                                 |
|                             |                                              |  |                         |                                          |  |  |  |  |  |  |  |                                                 |
|                             |                                              |  |                         | Johana Hohenzollernsko-Berská            |  |  |  |  |  |  |  |                                                 |
|                             |                                              |  |                         |                                          |  |  |  |  |  |  |  |                                                 |
|                             | Karel Hohenzollernsko-Sigmaringenský         |  |                         |                                          |  |  |  |  |  |  |  |                                                 |
|                             |                                              |  |                         |                                          |  |  |  |  |  |  |  |                                                 |
|                             |                                              |  |                         | Filip Josef ze Salm-Kyrburgu             |  |  |  |  |  |  |  |                                                 |
|                             |                                              |  |                         |                                          |  |  |  |  |  |  |  |                                                 |
|                             | Amálie Zefyrina ze Salm-Kyrburgu             |  |                         |                                          |  |  |  |  |  |  |  |                                                 |
|                             |                                              |  |                         |                                          |  |  |  |  |  |  |  |                                                 |
|                             |                                              |  |                         | Maria Theresia de Horne                  |  |  |  |  |  |  |  |                                                 |
|                             |                                              |  |                         |                                          |  |  |  |  |  |  |  |                                                 |
|                             | Karel Antonín Hohenzollernsko-Sigmaringenský |  |                         |                                          |  |  |  |  |  |  |  |                                                 |
|                             |                                              |  |                         |                                          |  |  |  |  |  |  |  |                                                 |
|                             |                                              |  |                         | Pierre Murat-Jordy                       |  |  |  |  |  |  |  |                                                 |
|                             |                                              |  |                         |                                          |  |  |  |  |  |  |  |                                                 |
|                             | Pierre Murat                                 |  |                         |                                          |  |  |  |  |  |  |  |                                                 |
|                             |                                              |  |                         |                                          |  |  |  |  |  |  |  |                                                 |
|                             |                                              |  |                         | Jeanne Loubièresová                      |  |  |  |  |  |  |  |                                                 |
|                             |                                              |  |                         |                                          |  |  |  |  |  |  |  |                                                 |
|                             | Marie Antoinette Muratová                    |  |                         |                                          |  |  |  |  |  |  |  |                                                 |
|                             |                                              |  |                         |                                          |  |  |  |  |  |  |  |                                                 |
|                             |                                              |  |                         | Aimery d'Astorg                          |  |  |  |  |  |  |  |                                                 |
|                             |                                              |  |                         |                                          |  |  |  |  |  |  |  |                                                 |
|                             | Louise d'Astorg                              |  |                         |                                          |  |  |  |  |  |  |  |                                                 |
|                             |                                              |  |                         |                                          |  |  |  |  |  |  |  |                                                 |
|                             |                                              |  |                         | Marie d'Alanyou                          |  |  |  |  |  |  |  |                                                 |
|                             |                                              |  |                         |                                          |  |  |  |  |  |  |  |                                                 |
| Marie Luisa Hohenzollernská |                                              |  |                         |                                          |  |  |  |  |  |  |  |                                                 |
|                             |                                              |  |                         |                                          |  |  |  |  |  |  |  |                                                 |
|                             |                                              |  | Karel Fridrich Bádenský |                                          |  |  |  |  |  |  |  |                                                 |
|                             |                                              |  |                         |                                          |  |  |  |  |  |  |  |                                                 |
|                             | Karel Ludvík Bádenský                        |  |                         |                                          |  |  |  |  |  |  |  |                                                 |
|                             |                                              |  |                         |                                          |  |  |  |  |  |  |  |                                                 |
|                             |                                              |  |                         | Karolína Luisa Hesensko-Darmstadtská     |  |  |  |  |  |  |  |                                                 |
|                             |                                              |  |                         |                                          |  |  |  |  |  |  |  |                                                 |
|                             | Karel Ludvík Fridrich Bádenský               |  |                         |                                          |  |  |  |  |  |  |  |                                                 |
|                             |                                              |  |                         |                                          |  |  |  |  |  |  |  |                                                 |
|                             |                                              |  |                         | Ludvík IX. Hesensko-Darmstadtský         |  |  |  |  |  |  |  |                                                 |
|                             |                                              |  |                         |                                          |  |  |  |  |  |  |  |                                                 |
|                             | Amálie Hesensko-Darmstadtská                 |  |                         |                                          |  |  |  |  |  |  |  |                                                 |
|                             |                                              |  |                         |                                          |  |  |  |  |  |  |  |                                                 |
|                             |                                              |  |                         | Karolína Falcko-Zweibrückenská           |  |  |  |  |  |  |  |                                                 |
|                             |                                              |  |                         |                                          |  |  |  |  |  |  |  |                                                 |
|                             | Josefína Bádenská                            |  |                         |                                          |  |  |  |  |  |  |  |                                                 |
|                             |                                              |  |                         |                                          |  |  |  |  |  |  |  |                                                 |
|                             |                                              |  |                         | Claude de Beauharnais                    |  |  |  |  |  |  |  |                                                 |
|                             |                                              |  |                         |                                          |  |  |  |  |  |  |  |                                                 |
|                             | Claude de Beauharnais                        |  |                         |                                          |  |  |  |  |  |  |  |                                                 |
|                             |                                              |  |                         |                                          |  |  |  |  |  |  |  |                                                 |
|                             |                                              |  |                         | Fanny de Beauharnais                     |  |  |  |  |  |  |  |                                                 |
|                             |                                              |  |                         |                                          |  |  |  |  |  |  |  |                                                 |
|                             | Stéphanie de Beauharnaisová                  |  |                         |                                          |  |  |  |  |  |  |  |                                                 |
|                             |                                              |  |                         |                                          |  |  |  |  |  |  |  |                                                 |
|                             |                                              |  |                         | Claude-François-Adrien Lezay-Marnézia    |  |  |  |  |  |  |  |                                                 |
|                             |                                              |  |                         |                                          |  |  |  |  |  |  |  |                                                 |
|                             | Adrienne de Lezay-Marnésia                   |  |                         |                                          |  |  |  |  |  |  |  |                                                 |
|                             |                                              |  |                         |                                          |  |  |  |  |  |  |  |                                                 |
|                             |                                              |  |                         | Marie-Claudine de Nettancourt-Vaubecourt |  |  |  |  |  |  |  |                                                 |
|                             |                                              |  |                         |                                          |  |  |  |  |  |  |  |                                                 |